# Курманаевский район
Курманаевский райо́н — административно-территориальная единица (район) и муниципальное образование (муниципальный район) в Оренбургской области России.
Административный центр — село Курманаевка.

## География
Курманаевский район находится в западной части Оренбургской области и граничит: на севере — с Бузулукским, на востоке — с Тоцким, на юге с — Первомайским районами, на западе — с Самарской областью. Территория района протянулась с севера на юг на 73 км и с запада на восток — на 45 км, его площадь — 2862 км².

## История
Район образован в 1934 году. 3 апреля 1959 года к нему был присоединён Андреевский район.

## Население
| 2002    | 2003    | 2004    | 2009    | 2010    | 2012    | 2013    | 2014    | 2015    |
| ------- | ------- | ------- | ------- | ------- | ------- | ------- | ------- | ------- |
| 21 364  | ↘21 300 | ↘21 100 | ↘19 726 | ↘17 705 | ↘17 417 | ↘17 211 | ↘16 811 | ↘16 538 |
| 2016    | 2017    | 2018    | 2019    | 2020    | 2021    |         |         |         |
| ↘16 246 | ↘15 992 | ↘15 777 | ↘15 480 | ↘15 173 | ↘14 807 |         |         |         |

## Территориальное устройство
Курманаевский район как административно-территориальная единица области включает 15 сельсоветов. В рамках организации местного самоуправления, Курманаевский муниципальный район включает соответственно 15 муниципальных образований со статусом сельских поселений (сельсоветов)
| №  | Муниципальное образование | Административный центр | Количество населённых пунктов | Население (чел.) | Площадь (км²) |
| -- | ------------------------- | ---------------------- | ----------------------------- | ---------------- | ------------- |
| 1  | Андреевский сельсовет     | село Андреевка         | 5                             | ↘1282            | 255,55        |
| 2  | Васильевский сельсовет    | село Васильевка        | 2                             | ↘470             | 176,91        |
| 3  | Волжский сельсовет        | посёлок Волжский       | 5                             | ↘694             | 385,53        |
| 4  | Гаршинский сельсовет      | село Гаршино           | 1                             | ↘272             | 118,92        |
| 5  | Грачёвский сельсовет      | село Грачёвка          | 1                             | ↘234             | 154,85        |
| 6  | Ефимовский сельсовет      | село Ефимовка          | 1                             | ↘1076            | 168,87        |
| 7  | Кандауровский сельсовет   | село Кандауровка       | 1                             | ↘806             | 169,09        |
| 8  | Костинский сельсовет      | село Костино           | 2                             | ↘527             | 206,00        |
| 9  | Курманаевский сельсовет   | село Курманаевка       | 2                             | ↘4386            | 149,90        |
| 10 | Кутушинский сельсовет     | село Кутуши            | 2                             | ↘532             | 107,24        |
| 11 | Лабазинский сельсовет     | село Лабазы            | 5                             | ↘2290            | 279,47        |
| 12 | Лаврентьевский сельсовет  | село Лаврентьевка      | 1                             | ↗365             | 112,63        |
| 13 | Михайловский сельсовет    | село Михайловка        | 2                             | ↘822             | 135,18        |
| 14 | Покровский сельсовет      | село Покровка          | 3                             | ↘292             | 229,68        |
| 15 | Ромашкинский сельсовет    | село Ромашкино         | 2                             | ↘881             | 212,62        |

Законом Оренбургской области от 26 июня 2013 года был упразднён Байгоровский сельсовет, все населённые пункты которого были включены в Андреевский сельсовет
Законом Оренбургской области от 26 июня 2013 года был упразднён Сергеевский сельсовет, все населённые пункты которого были включены в Покровский сельсовет

### Населённые пункты
В Курманаевском районе 35 населённых пунктов.
| №  | Населённый пункт | Тип     | Население | Муниципальное образование |
| -- | ---------------- | ------- | --------- | ------------------------- |
| 1  | Андреевка        | село    | 1054      | Андреевский сельсовет     |
| 2  | Байгоровка       | село    | 174       | Андреевский сельсовет     |
| 3  | Бобровка         | село    | 243       | Волжский сельсовет        |
| 4  | Васильевка       | село    | 508       | Васильевский сельсовет    |
| 5  | Волжский         | посёлок | 648       | Волжский сельсовет        |
| 6  | Гаршино          | село    | ↘272      | Гаршинский сельсовет      |
| 7  | Грачёвка         | село    | ↘234      | Грачёвский сельсовет      |
| 8  | Даниловка        | село    | 23        | Волжский сельсовет        |
| 9  | Егорьевка        | село    | 167       | Васильевский сельсовет    |
| 10 | Ефимовка         | село    | ↘1076     | Ефимовский сельсовет      |
| 11 | Ивановка         | село    | 106       | Костинский сельсовет      |
| 12 | Кандауровка      | село    | ↘806      | Кандауровский сельсовет   |
| 13 | Костино          | село    | 612       | Костинский сельсовет      |
| 14 | Краснояровка     | село    | 96        | Андреевский сельсовет     |
| 15 | Кретовка         | село    | 172       | Михайловский сельсовет    |
| 16 | Курманаевка      | село    | ↘4122     | Курманаевский сельсовет   |
| 17 | Кутуши           | село    | 614       | Кутушинский сельсовет     |
| 18 | Лабазы           | село    | 1596      | Лабазинский сельсовет     |
| 19 | Лаврентьевка     | село    | ↗365      | Лаврентьевский сельсовет  |
| 20 | Междулесье       | посёлок | 20        | Ромашкинский сельсовет    |
| 21 | Михайловка       | село    | 711       | Михайловский сельсовет    |
| 22 | Озёрки           | село    | 116       | Лабазинский сельсовет     |
| 23 | Петровка         | село    | 153       | Курманаевский сельсовет   |
| 24 | Покровка         | село    | 249       | Покровский сельсовет      |
| 25 | Родионовка       | село    | 118       | Кутушинский сельсовет     |
| 26 | Ромашкино        | село    | 1102      | Ромашкинский сельсовет    |
| 27 | Савельевка       | село    | 39        | Лабазинский сельсовет     |
| 28 | Семёновка        | село    | 116       | Волжский сельсовет        |
| 29 | Сергеевка        | село    | ↘124      | Покровский сельсовет      |
| 30 | Скворцовка       | село    | 442       | Лабазинский сельсовет     |
| 31 | Спиридоновка     | село    | 22        | Волжский сельсовет        |
| 32 | Суриково         | село    | 239       | Лабазинский сельсовет     |
| 33 | Фёдоровка        | село    | 175       | Андреевский сельсовет     |
| 34 | Ферапонтовка     | село    | 123       | Андреевский сельсовет     |
| 35 | Шабаловка        | село    | 167       | Покровский сельсовет      |

## Экономика
Район является производителем сельскохозяйственной продукции: зерна, молока. Основное направление по специализации большинства хозяйств: зерново-молочное. Эту отрасль экономики представляют сельскохозпредприятия: 3 — акционерные общества, 17 — СХПК, 3 — коллективные хозяйства, 17 — крестьянско-фермерские хозяйства, 5 — ООО.

## Транспорт
Территория района пересекается железнодорожной магистралью «Бузулук—Саратов», шоссейной дорогой «Бугульма—Уральск».

## Археология
- К эпохе верхнего палеолита относятся стоянки Лабазы I и Лабазы II в низовьях реки Бузулук на севере Курманаевского района[25]. Близ сёл Лабазы и Скворцовка Курманаевского района отрядом Оренбургской археологической экспедиции найдены Лабазовский могильник и Скворцовский некрополь  срубной культуры. По основным параметрам совершения захоронения  комплексы 4/8 и 5/3 Скворцовского некрополя во многом восходят к полтавкинской погребальной традиции[26].

## Известные уроженцы
- Дрёмин, Дмитрий Феоктистович (1896—1953) — советский военный деятель, Генерал-майор. Герой Советского Союза.
- Манаков, Геннадий Михайлович (1950—2019) — лётчик-космонавт СССР, Герой Советского Союза, полковник (с 1990).
- Матвеев, Александр Сафронович (8 февраля 1943, с. Ефимовка) — первый заместитель председателя Комитета Совета Федерации по федеративному устройству, региональной политике, местному самоуправлению и делам Севера, доктор экономических наук, профессор.